# Раду VIII Илие Хайдеул
Раду VIII Илие с прякор „Хайдутин“ (на румънски: Radu Ilie Haidăul) е княз на Влашко от 15 ноември 1552 до 11 май 1553 г.

## Живот
Той е син на княз Раду V Афумати от съпругата му Роксандра, дъщеря на войводата Нягое I Басараб.
До 1551 г. Раду VIII живее в изгнание, но тогава Хабсбургите му предлагат военна помощ, за да овладее влашкия трон, а в замяна той да прокарва техните интереси. Така с тяхна подкрепа Раду нахлува във Влашко през 1552 г. начело на войска от унгарски и полски наемници като в армията му се вливат и недоволни от управлението на Мирчо V Чобан боляри, потърсили убежище в Трансилвания. Оттук идва и прякорът, който му дават османците „Хайдутин“ („извън закона“).
Раду побеждава изпратените срещу него войски на Мирчо Чобан и от ноември поема управлението на княжеството. Половин година по-късно на 11 май 1553 г. Мирчо Чобан с помощта на османците си връща властта. Раду отново моли за помощ Хабсбургите, но тъй като те не желаят да развалят добрите си отношения със султана, този път Раду остава без тяхната подкрепа. По искане на султана Раду е екстрадиран в Константинопол от унгарската кралица Изабела Ягелонска и е осъден на изгнание, но по пътя натам на 28 юли 1558 г. е удавен в Мраморно море от екипажа на кораба, на който е качен.